# Hytte
En hytte er typisk et lille hus der oftest er primitivt, ligger i landlige omgivelser og bruges som midlertidig bolig, fx i forbindelse med ferie. Hytter tænkes nogen gange at være af ældre oprindelse eller er bygget til at se gammeldags ud. Der kan være forskellige forudindtagede opfattelser forbundet til livet i en hytte, såsom fattigdom, nøjsomhed, idyl, simplicitet, og/eller forbindelse med naturen.

## Typer
Der findes mange forskellige typer af hytter, primitive feriehytter kan ofte lejes på campingpladser. I Danmark findes mange Spejderhytter, selv om nogen af disse nærmere må betegnes som egentlige huse. Af mere primitive typer kendes wigwam der bruges af indianere i Nordamerika. Solvayhytten er navnet på den højst beliggende bjerghytte og endelig fra litteraturen er Onkel Toms Hytte en berømt skildring af livet som slaver i sydstaterne.